# 火焰峨螺
火焰峨螺（学名：Ecmanis ignea），是新腹足目峨螺科Ecmanis属的一种。主要分布于新加坡、马来西亚、印度尼西亚、中国大陆、台湾，常栖息在潮间带岩礁。